# Handberge

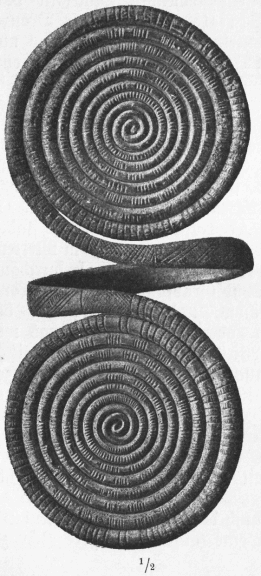
Handberge, gefunden in Alt Sammit (Aufnahme von 1903)

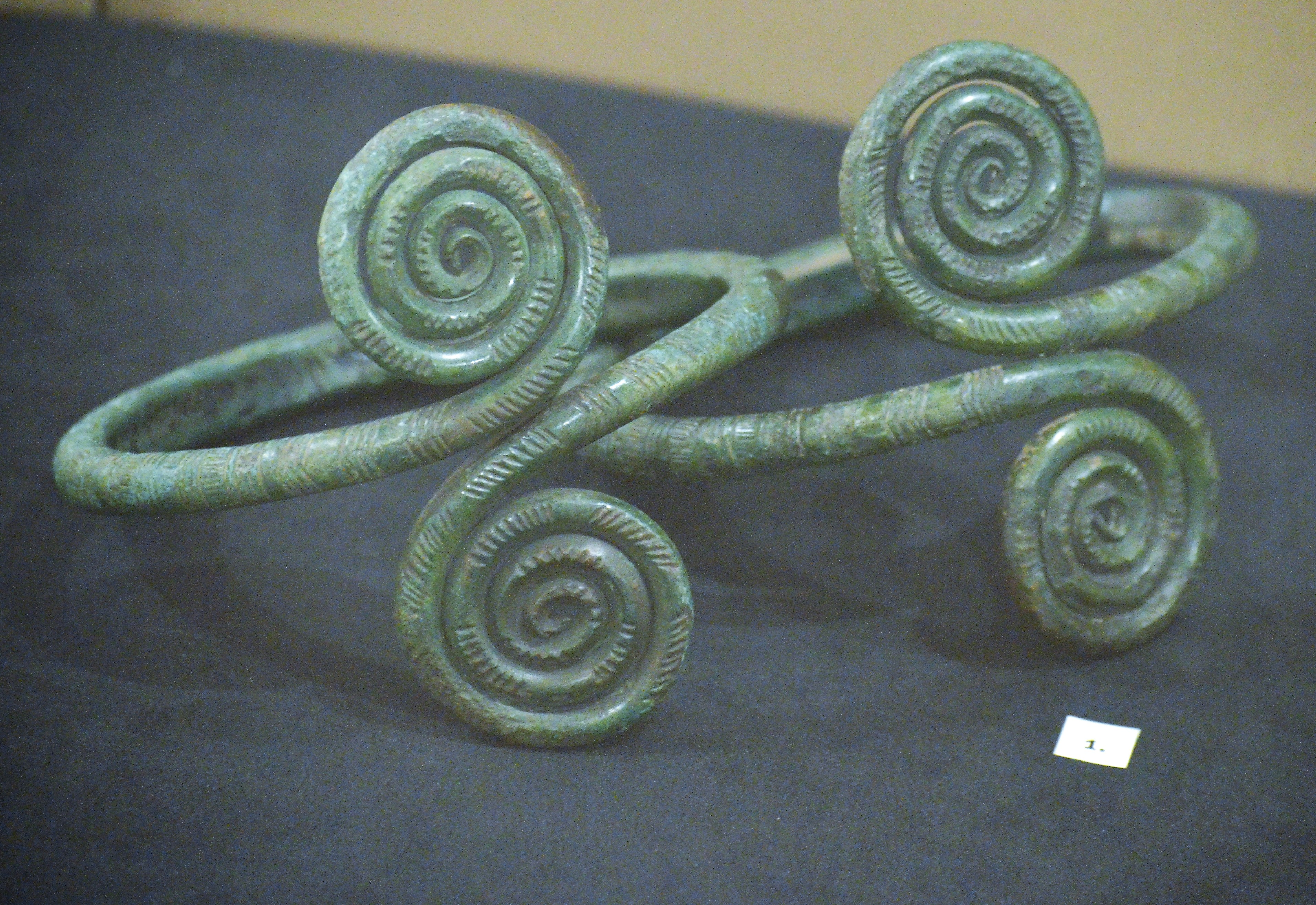
Armbergen aus Schlesien

Eine Handberge oder Armberge ist ein „Schildarmring“, ein Armreif mit zwei Flachspiralscheiben, der vor allem in Norddeutschland in der Bronzezeit verbreitet war, aber auch in anderen Regionen Europas gefunden wurde. In der modernen Fachliteratur werden solche Stücke auch als „Handschutzspirale“ bezeichnet.

## Beschreibung
Der Armring besteht aus runden oder platten Metallstäben, die von ihren Enden aus horizontal in zwei platte Spiralscheiben aufgewunden und durch einen platten und breiten Bügel, der das Handgelenk oder den Arm umfasst, so miteinander verbunden sind, dass die eine Spiralscheibe die Knöchel der Hand und die andere den Arm bedeckt. Die Windungen der beiden Spiralen wickeln sich in entgegengesetzter Richtung auf. Auf ihrer Oberseite sind sie meist durch Striche, Punkte und Linien verziert. Sie finden sich auch in einer Variante, in der nur ein Ende des Drahts in einer Spiralscheibe endet, während das andere Ende nur kurz eingebogen ist. 
Fundorte waren in Dänemark, Pommern, Schlesien, Sachsen, Westpreußen und besonders in Mecklenburg, dem „Zentrum ihres Verbreitungsgebietes“. Hier gelten sie als die „auffallendste Charakterform der me[c]klenburgischen entwickelten Bronzezeit“. Anfang des 20. Jahrhunderts umfasste die großherzogliche Sammlung 47 Exemplare aus Gräbern, zu denen noch 7 aus Moorfunden und annähernd 12 Einzelfunde kamen, also insgesamt 66 Stücke. Auch in Rumänien wurden ähnliche „Handschutzspiralen“ gefunden.

## Verwendung
Der Name „Handberge“ geht auf Hans Rudolf Schröter zurück, den ersten Beschreiber der großherzoglich mecklenburgischen Altertümersammlung, der ihn im Jahr 1824 erstmals verwendete. Zu diesem Zeitpunkt erschien die Funktion dieser Stücke noch rätselhaft. Georg Christian Friedrich Lisch fand „nach allen möglichen Versuchen“ heraus, dass „dieses Geräth nur auf einen Theil des Leibes“ passe: nämlich „auf das Handgelenk eines männlichen Körpers“. Es wird seither vermutet, dass die Handbergen zum Schutz der äußeren Hand, des Handgelenks und des Unterarms gegen Hiebe und gegen das Anprallen der Bogensehnen beim Bogenschießen dienten. Sie sind in sich elastisch und biegsam und geben in der Weise den Bewegungen der Hand beim Auf- und Zumachen derselben nach, dass die Spiralwindungen sich dem Druck der Fingerknöchel fügen und sich mit diesen heben und senken. Nach Lisch sind sie „als Schmuck und als Schutzwaffe gleich passend“.